# Saturnia caea
Saturnia caea är en fjärilsart som beskrevs av Stättermayer. 1920. Saturnia caea ingår i släktet Saturnia och familjen påfågelsspinnare. Inga underarter finns listade.